# Cuiaș, Arad
Cuiaș este un sat în comuna Săvârșin din județul Arad, la limita între regiunile istorice Banat și Crișana, România.

## Locație Geografică
Alte sate învecinate pot fi reamintite: Toc (est), Săvârșin (vest), Troaș (nord).
Ca poziție mai exactă din punct de vedere al reliefului, Cuiaș este un sat imprejurat de douâ dealuri, formand astfel o vale vastă și strâmtă, acest sat având doar o singură stradă, respectiv cea principală, cu intrare din Drumul National 7. Satul este pozitionat la nordul râului Mureș.

## ,Istoric
Prima atestare documentată a satului Cuiaș este in anul 1477, sub numele de Kowesd regăsită în arhivele comunei Săvârșin.
Vorbiind despre originea numelui, după Harta Iosefină, numele de „Cuiaș” își are originea din Limba maghiară, din cuvântul „Kojas”, însă acesta are o istorie mai lungă, fiind prima oară menționat ca „Kowesd”, mai apoi „Kewes” in 1479 urmând ca următoarea schimbare sa aibe loc în anul 1808 sub numele de „Kujas” iar ultimul nume sub influență maghiară în anul 1913 cu numele de „Felsőköves”  iar, în final, ajungând la numele actual „Cuiaș” după Primul Razboi Mondial și ocupația teritorială a Transilvaniei în timpul Marii Uniri din 1918.
In principal, ocupatiile oamenilor din acest sat erau agricultura si plutăritul, transportul de sare pe Mureș. Recensământul din 1946 a înregistrat 48 de clădiri și 190 de locuitori. 
De asemenea, acest sat, în timpul celui de-al Doilea Război Mondial, se cunoaște, nedocumentat, însă de către locuitori mai bâtrâni, ca fiind folosit drept bază militară de către armata sovietică în anul 1944, dat fiind poziția strategic-defensivă a acesteia, urmând Lupta de la Păuliș.
Nedocumentat, însă confirmat de către un locuitor mai cunoscător, Cuiaș-ul a pornit de la o moară de lângă drumul național, ca mai apoi sa se extindă în nord pe cursul văii, devenind populat. După venirea iobagiilor din câmpiile vestice, se cunosc cele 5 mari neamuri de bază Cuieșene:
- Crișan (denumiți dupa originile lor, anume râul Criș)
- Bălan
- Abrudean (originea din Abrud)
- Luntraș (denumiți după meseria familială de „luntrași”; „Luntră” = ambracațiune rustică din lemn)
- Moț (originea din zona Moților)

## Populație
Numărul de locuitori al satului Cuiaș, la ultima atestare este de 63 de locuitori (anul 2011). Este de observat faptul că populația este în declin, cauză fiind interesul tineriilor în zone mai urbane.
Numarul aproximat de locuitori in 2025 este de ~50 locuitori.
Din punct de vedere al religiei, dat fiind numarul mic de locuitori, credincioșii ortodocși din Cuiaș sunt nevoiți să frecvnenteze biserica ortodoxă din Toc sau din Săvârșin. La momentul actual exista o biserica Baptista (anexă a reședinței unei case), re-deschisă in anul 2023.
Drept clădiri publico-sociale, se cunoaște faptul că locuitorii satului Cuiaș obișnuiau să beneficieze de o școală primară (clasele 1-4) și de către o alimentară. Acestea fiind, la momentul actual, disfuncționale și în stare de prăbușire, acest lucru fiind dat de catre scăderea populații și de desinteresul finanțării acestor clădiri de către stat. Aceste clădiri sunt cunoscute ca fiind funcționale majoritar în timpul comunismului.

Din punct de vedere etnic, toți locuitorii Cuiașului sunt de etnie Română.